# Uramya producta
Uramya producta là một loài ruồi trong họ Tachinidae.